# Myrmecaelurus grandaevus
Myrmecaelurus grandaevus är en insektsart som beskrevs av Navás 1932. Myrmecaelurus grandaevus ingår i släktet Myrmecaelurus och familjen myrlejonsländor. Inga underarter finns listade i Catalogue of Life.